# Ausztrál csigaforgató
Az ausztrál csigaforgató (Haematopus longirostris) a madarak osztályának lilealakúak (Charadriiformes) rendjébe, ezen belül a csigaforgatófélék (Haematopodidae) családjába tartozó faj.

## Rendszerezése
A fajt Louis Pierre Vieillot francia ornitológus írta le 1817-ben.

## Előfordulása
Ausztrália és Tasmania partjainál költ. Eljut Indonéziába és Pápua Új-Guineába is. Természetes élőhelyei a sziklás, homokos és kavicsos tengerpartok. Állandó, nem vonuló faj.

## Megjelenése
Testhossza 51 centiméter, testtömege 602-710 gramm. Tollazata fekete-fehér.
|  |  |

## Életmódja
Csigákkal és puhatestűekkel táplálkozik.

## Szaporodása
Fészekalja 2-3 tojásból áll.

## Természetvédelmi helyzete
Az elterjedési területe nagyon nagy, egyedszáma viszont ismeretlen. A Természetvédelmi Világszövetség Vörös listáján nem fenyegetett fajként szerepel.